# Wicher (album)
Wicher – debiutancki album polskiego zespołu muzycznego Sacrilegium wydany w 11 kwietnia 1996 roku przez polską wytwórnię płytową Pagan Records.

## Lista utworów
1. "W Dolinie Rwących Potoków" - 09:20
2. "Śpiew Kruków Czarnych Cieni" - 04:20
3. "Wilczy Skowyt" - 04:11
4. "W Rogatym Majestacie Snu" - 06:41
5. "Zagubiona Ciemność" - 07:36
6. "Wicher Falami" - Ognia 12:04
7. "Szept Nocy" - 03:13

## Twórcy
- Suclagus[1] -śpiew, gitara rytmiczna, instrumenty klawiszowe
- Nantur Aldaron[1] – gitara basowa
- Thoarinus[1] – perkusja